# Bekavallei

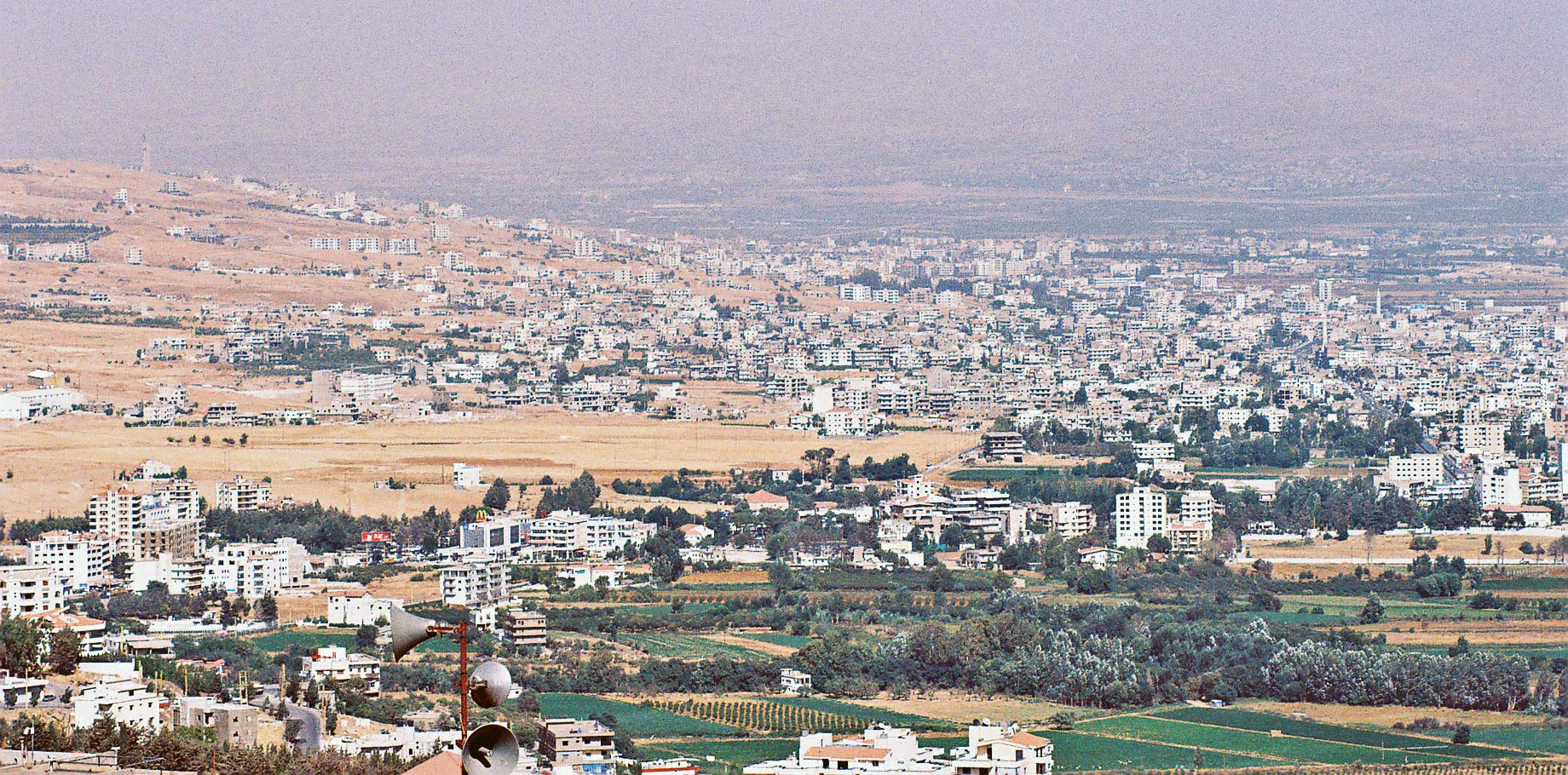
De Bekavallei in 2003

De Bekavallei (kortweg Beka),(Arabisch: وادي البقاع, Wādī l-Biqā‘), ook gespeld als Bekaa-, Beqaa- of Beka'avallei, is een streek in het oosten van Libanon. De Bekavallei is een relatief brede vallei of vlakte tussen twee gebergten.  Ten westen van de Beka bevindt zich het Libanongebergte en ten oosten het Anti-Libanongebergte.
De Beka was gedurende de Libanese Burgeroorlog (1975 -1990) een van de plekken waar hevig gevochten is.
In de Beka vindt ook wijnbouw plaats.
Baalbek en Anjar zijn historisch belangrijke steden in de Bekavallei.